# Yên Bình (huyện)
Yên Bình trước đây là một huyện thuộc tỉnh Yên Bái cũ, Việt Nam. Từ 01/07/2025, huyện chính thức kết thúc hoạt động và được tổ chức thành các xã theo mô hình chính quyền địa phương 02 cấp mới.

## Địa lý
Huyện Yên Bình nằm ở phía đông của tỉnh Yên Bái, có vị trí địa lý:
- Phía đông giáp huyện Hàm Yên và huyện Yên Sơn, tỉnh Tuyên Quang
- Phía tây giáp thành phố Yên Bái và các huyện Trấn Yên, Văn Yên
- Phía nam giáp huyện Hạ Hòa và huyện Đoan Hùng, tỉnh Phú Thọ
- Phía bắc giáp huyện Lục Yên.

Huyện Yên Bình có diện tích 1.187,14 km², dân số năm 2019 là 112.046 người, mật độ dân số đạt 94 người/km².

## Hành chính
Huyện Yên Bình có 23 đơn vị hành chính cấp xã trực thuộc, bao gồm 2 thị trấn: Yên Bình (huyện lỵ), Thác Bà và 21 xã: Bạch Hà, Bảo Ái, Cảm Ân, Cảm Nhân, Đại Đồng, Đại Minh, Hán Đà, Mông Sơn, Mỹ Gia, Ngọc Chấn, Phú Thịnh, Phúc An, Phúc Ninh, Tân Hương, Tân Nguyên, Thịnh Hưng, Vĩnh Kiên, Vũ Linh, Xuân Lai, Xuân Long, Yên Thành.

## Lịch sử
Yên Bình vào thời nhà Nguyễn là đất châu Thu Vật (năm 1823 đổi tên là châu Thu (Thu Châu) phủ Yên Bình tỉnh Tuyên Quang. Thu Châu vào thế kỷ 19 gồm 7 tổng: Vĩnh Kiên (các đơn vị cấp làng xã: Vĩnh Kiên, Phục Lễ, Vũ Linh, Bạch Hà, An Thịnh), Đại Đồng (các đơn vị cấp làng xã: Đại Đồng, Vũ Khê, Khuôn Sơn, Hoàng Loan Thượng, Hoàng Loan Trung, Hoàng Loan Hạ), Ẩm Phúc (các đơn vị cấp làng xã: Ẩm Phúc, Tô Khê, Dương Liễu, Vô Tha, Phụ Thành, Bảo Ái, Đồng Lang), Cẩm Nhân (các đơn vị cấp làng xã: Cẩm Nhân, Tích Cốc, Bình Hanh, Hoàng Gia), Mông Sơn (các đơn vị cấp làng xã: Mông Sơn, Thì Lại, Xuân Lôi, Phú Lâm, Lãnh Thủy), Ngọc Chấn (gồm các đơn vị cấp làng xã: Ngọc Chấn, Dịch Dương, Xuân Kỳ, Bình Mục, Thu Vật, Hướng Dương), Thì Ngạn (các đơn vị cấp làng xã: Thì Ngạn, Kỳ Mã, Duyên Gia, Đông Lý);
Dưới thời Pháp thuộc, địa phương có lúc nằm trong chế độ quân quản, khi thì ở quân khu miền Tây (1885-1890); lúc thì thuộc đạo quan binh thứ ba Yên Bái (1891-1900). Nhìn chung, các đơn vị hành chính cấp tổng và xã không đổi chỉ có tên Châu Thu đổi là phủ Yên Bình.
Sau năm 1945, đổi phủ thành huyện, giải thể cấp tổng. Huyện Yên Bình lúc bấy giờ có 39 xã. Sau khi hòa bình lập lại, do việc thành lập khu tự trị Việt Bắc, ngày 1 tháng 7 năm 1956, Chủ tịch nước Việt Nam dân chủ cộng hòa ra Sắc lệnh số 268-SL chuyển huyện Yên Bình của tỉnh Tuyên Quang để sáp nhập vào tỉnh Yên Bái.
Ngày 28 tháng 1 năm 1967, Bộ Nội vụ ban hành Quyết định số 21-NV về việc chuyển 2 xã: An Phú và Phú Mỹ về huyện Lục Yên quản lý.
Do việc di dân để xây dựng nhà máy thủy điện Thác Bà, cũng trong ngày 28 tháng 1 năm 1967, Bộ trưởng Bộ Nội vụ ra quyết định số 24-NV về việc giải thể 19 xã: Yên Bình, Bình An, Văn Chính, An Thọ, Ẩm Phước, Chính Tâm, Yên Vượng, Đồng Thái, An Dương, Dương Liễu, Hợp Hòa, Đồng Thanh, Đại Đồng, Minh Phú, Tân Thành, Vĩnh An, Tích Trung, Đồng Tâm và Đông Lý. Điều chỉnh xóm Mạ thuộc xã Yên Vượng (giải thể) sáp nhập về xã Vĩnh Kiên và xóm Đá chồng thuộc xã Đại Đồng (giải thể) và xóm Hồng Bàng thuộc xã Đông Lý (giải thể) sáp nhập về xã Hương Lý.
Ngày 16 tháng 2 năm 1967, Bộ trưởng Bộ Nội vụ ra Quyết định số 51-NV chia xã Vũ Linh thành 2 xã: Vũ Linh và Bạch Hà, chia xã Vĩnh Kiên thành 2 xã: Vĩnh Kiên và Yên Bình, chia xã Cảm Nhân thành 2 xã: Tích Cốc và Cảm Nhân. Đồng thời, sáp nhập 2 xã: Hán Đà và Đại Minh thuộc huyện Đoan Hùng của tỉnh Phú Thọ về huyện Yên Bình.
Ngày 27 tháng 12 năm 1975, huyện Yên Bình thuộc tỉnh Hoàng Liên Sơn, gồm 23 xã: Bạch Hà, Bảo Ái, Cảm Ân, Cẩm Nhân, Đại Đồng, Đại Minh, Hán Đà, Mông Sơn, Mỹ Gia, Ngọc Chấn, Phú Thịnh, Phúc An, Phúc Ninh, Tân Hương, Tân Nguyên, Thịnh Hưng, Tích Cốc, Vĩnh Kiên, Vũ Linh, Xuân Lai, Xuân Long, Yên Bình và Yên Thành.
Ngày 23 tháng 2 năm 1977, thành lập thị trấn Thác Bà.
Năm 1981, chuyển huyện lỵ từ thị trấn Thác Bà đến xã Phú Thịnh.
Năm 1985, chia xã Phú Thịnh thành 2 đơn vị hành chính: xã Phú Thịnh và thị trấn Yên Bình (thị trấn huyện lỵ huyện Yên Bình).
Ngày 12 tháng 8 năm 1991, huyện Yên Bình trở lại thuộc tỉnh Yên Bái vừa tái lập.
Ngày 4 tháng 8 năm 2008, chuyển xã Văn Lãng thuộc huyện Trấn Yên về huyện Yên Bình quản lý.
Ngày 1 tháng 2 năm 2020, sáp nhập xã Tích Cốc vào xã Cảm Nhân và sáp nhập xã Văn Lãng vào xã Phú Thịnh.
Ngày 24 tháng 10 năm 2024, Ủy ban Thường vụ Quốc hội ban hành Nghị quyết số 1239/NQ-UBTVQH15 về việc sắp xếp đơn vị hành chính cấp xã của tỉnh Yên Bái giai đoạn 2023–2025 (nghị quyết có hiệu lực từ ngày 1 tháng 12 năm 2024). Theo đó, sáp nhập xã Yên Bình vào xã Bạch Hà.
Huyện Yên Bình có 2 thị trấn và 21 xã như hiện nay.

## Kinh tế

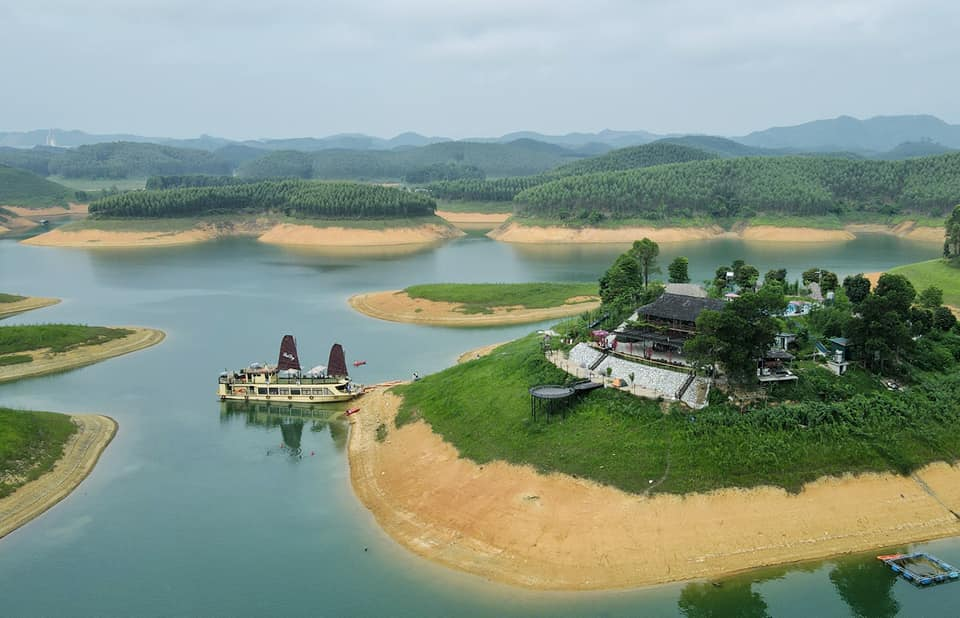
Du lịch tại hồ Thác Bà

Tiềm năng phát triển của huyện là du lịch, bên cạnh đó công nghiệp và nông nghiệp cũng được trú trọng: các nhà máy xí nghiệp được nâng cấp và xây dựng như Nhà máy xi măng Yên Bình được xây dựng tại KM 10 và Nhà máy xi măng Phú Thịnh cũng được nâng cấp từ lò đứng sang lò quay, Nhà máy thủy điện Thác Bà được Tổng công ty điện lực đầu tư cơ sở 2 tại Na Hang - tỉnh Tuyên Quang.

### Thay đổi sau khi xây nhà máy thủy điện Thác Bà
Trước kia, khi Nhà máy thủy điện Thác Bà chưa xây dựng, người dân sinh sống bám theo hai bờ sông Chảy tạo nên những điểm dân cư sầm uất, nhiều người từ miền xuôi lên lập nghiệp tại đây.
Trước kia Yên Bình có nhiều rừng tự nhiên với gỗ, nứa và các loại lâm sản quy hiem,người dân khai thác gỗ nứa đóng thành bè, mảng vận chuyển theo dòng sông Chảy về xuôi.
"Còn tiền chợ Ngọc, chợ Ngà

Hết tiền thì lại Thác Bà, thác Ông"
Đó là câu thơ xưa nói về cuộc sống của người dân hai bên bờ sông Chảy. Chợ Ngọc, chợ Ngà là nơi buôn bán hàng hóa nổi tiếng ở vùng Yên Bình trước đây, bây giờ chợ Ngọc nằm sâu dưới lòng hồ Thác Bà, chợ Ngà giờ cũng không còn nữa, người dân khu chợ Ngà xưa nay đi chợ Cát Lem. Còn Thác Bà là nơi có dòng nước chảy xiết đổ xuống những khối đá lớn mà những người khai thác gỗ phải vượt qua, người ta đã lập một miếu thờ gần thác để thắp hương mỗi khi đưa bè gỗ qua đây. Bây giờ miếu thờ này không còn nữa.
Vào những năm 1970, khi Nhà máy thủy điện Thác Bà đi vào hoạt động, cả một vùng rộng lớn ngập chìm trong nước. Một số làng bản di chuyển khỏi lòng hồ đến những vùng xa hơn như Mông Sơn, Cảm Ân, xã Yên Bình... Những người dân vùng hồ phải làm quen với môi trường sống mới, họ đi lại trên hồ bằng thuyền và xuồng máy, nhiều phụ nữ và trẻ em biết bơi thuyền (nan) bằng chân. Hồ Thác Bà đã tạo nên diện tích mặt nước rất lớn nằm ở 2 huyện Yên Bình và Lục Yên, nhiều người dân sống gần hồ đã làm thêm nghề đánh bắt cá. Hơn một nghìn hòn đảo trên hồ giờ đang được trồng cây lâm nghiệp chủ yếu là keo, bạch đàn, muồng, quyền quản lý thuộc về cơ quan lâm trường Thác Bà và chịu trác nhiệm trực tiếp là ông: Nguyễn Văn Vượng trưởng phòng kỹ thuật của lâm trường. Nhiều mỏ đá vôi và đá trắng đang được khai thác và vận chuyển bằng đường thủy trên hồ Thác Bà. Ở đây người ta cũng đang có những dự án du lịch trên vùng hồ.
Vị trí: trên sông Chảy. Diện tích lưu vực: 6.430 km². Công suất lắp máy: 120MW. Chiều cao lớn nhất của đập: 48m. Chiều dài đỉnh đập: 657m. Thể tích đập: 1,33 triệu m3. Dung tích hữu ích của hồ chứa: 2.160.000.000 m3. Dung tích toàn bộ của hồ chứa: 2.490.000.000 m3. Diện tích mặt hồ ứng với MN bình thường: 235 km². Chiều dài lớn nhất của hồ chứa: 60 km. Cao trình MNBT: +58,0 Cao trình MN lũ 0,01%: +61,0. Cao trình MN lũ 0,1%: +59,65. Cao trình MN lũ 1%: +58,85. Mực nước hết: +46,0. Mực nước trước lũ: +50,3. Khả năng xả lũ lớn nhất: 3.650m3/s.

### Vùng trồng bưởi
Xuôi theo dòng sông Chảy, có một vùng đất phù sa thuộc làng Khả Lĩnh xã Đại Minh (Yên Bình) nổi tiếng trồng cây bưởi. Trước đây vùng đất này thuộc huyện Đoan Hùng - tỉnh Phú Thọ, nay thuộc Yên Bình - tỉnh Yên Bái. Bưởi trồng ở vùng đất này cho quả ngon và ngọt nhất. Ngày nay giống bưởi ngọt này đã được trồng ở nhiều nơi nhưng chất lượng thì không đâu bằng bưởi Khả Lĩnh. Bưởi Đại Minh giờ được bán nhiều tại ngã ba Cát Lem.